# Double Island (ö i Hongkong)
Double Island (kinesiska: 往灣洲, 往湾洲) är en ö i Hongkong (Kina). Den ligger i den nordöstra delen av Hongkong. Arean är 2,1 kvadratkilometer. 